# Claudio Lostaunau
Claudio Lostanau Bravo (Lima, 1 de marzo de 1939 - Monterrey, 21 de noviembre de 2016) fue un futbolista y entrenador peruano que desarrolló la mayor parte de su carrera en México donde es considerado el primer gran ídolo del Club de Fútbol Monterrey. Apodado El Maestro y El talentoso, fue reconocido siempre por su elegancia y talento, siendo considerado una figura del fútbol mexicano durante los años 60. Su posición era mediocampista ofensivo.

## Biografía

### Inicios (1956-1960)
Claudio Lostaunau había aparecido muy joven en Municipal -allá por 1959-, siendo catalogado como un talentoso volante ofensivo. Al año siguiente, participó de la exitosa gira por los tres continentes que realizó el combinado Municipal-Boys, lo que le valieron, más que halagos, una mirada del exterior. Así, ancló en el fútbol mexicano, brilló a luz propia, y consiguió un título. Actualmente, aún es recordado en tierras aztecas como un grande; no por uno, sino por todos los equipos donde derrochó su clase.

### Ídolo del Monterrey
En 1960, con 19 años de edad y a pesar de tener ofertas del Barcelona, lo contrata el Club de Fútbol Monterrey y Claudio se convirtió en el primer gran ídolo de la afición de los Rayados. 
Durante ese año, el directivo del Monterrey, Mario Castillejos, viajó a Lima para incorporar al defensa central Enrique Lenci y al seleccionado aliancista Juan De la Vega. Sin embargo, un consejo del ex seleccionador nacional, el húngaro Gyorgy Orth, lo hizo cambiar de idea y llevarse a un novel jugador de 19 años a los rayados de Nuevo León.
Lostanau fue definido por quienes lo vieron jugar como un volante talentoso que donde ponía el ojo ponía la bola. No era muy goleador, pero acariciaba el balón de una manera que hacía famosos a los atacantes de la época. El peruano debutó en la temporada 60-61 con el Monterrey, un equipo recién ascendido que cursaba su tercera experiencia en Primera División.
Monterrey se vio envuelto en el descenso en las dos primeras temporadas de Lostanau, salvándose gracias a un punto más de diferencia sobre los Cajeteros de Celaya y Cañeros de Zacatepec. Desde ese momento, Claudio empezó a ganarse a una afición que recuerda de manera especial un partido suyo contra el América (cuando el equipo se encontraba muy comprometido con la baja) donde los rayados golearon 3-0 con una brillante actuación del peruano, quien anotó dos goles esa tarde.
En los siguientes torneos, Monterrey giró entre la tercera y quinta ubicación, perdiendo el título de la temporada 1964-1965 por apenas tres puntos de diferencia con el campeón Guadalajara. El peruano formó la columna vertebral del equipo -donde incluso llegó a ser capitán- junto al portero Humberto 'Güero' Gama, los también incas Enrique Lenci y Alonso Urdaniga, Jesús 'El Chuta' Medina y Raúl Chávez. 
Claudio tenía una personalidad fuerte y, a decir suyo, nunca permitió que nadie fuera dueño de su pase de jugador pues él "jugaba donde le diera la gana" e insistía en que su permanencia en Rayados se debía a que era feliz y tenía muchos amigos. 
Su talento llamó la atención del Toluca, tras su periplo en tienda albiazul, en 1965, Claudio decidió marcharse al Toluca.

### Consagración en Toluca
Uno de los años de consagración de Lostanau en México fue durante la temporada 1966-1967 con los 'Diablos Rojos' del Toluca. Durante ese lapso conquistó el título de liga con uno de los mejores equipos choriceros de la historia, donde destacaban el delantero Amaury Epaminondas (goleador de la temporada, logro que en buena parte tuvo que ver Claudio con sus habilitaciones), el mediocampista Juan Dosal, el golero Florentino López, el defensa José Vantolrá, hijo del mundialista español Martín Vantolrá, y Manuel Cerda Canela.
Por la fecha 12, cuando aun se encontraba por la mitad de tabla, Toluca disfrutó de una victoria ante el puntero los Cremas del América (defensor del título), que a su vez marcó la caída del cuadro de Televisa. Antes de que ello ocurriera, los 'Diablos Rojos' ya habían cesado al técnico José Moncebaez, poniendo en su lugar a Ignacio Trelles.
Diez fechas después, sólo dos puntos separaban a América y León (co-punteros) del Toluca. Sorprendentemente, Guadalajara tomó la punta en la jornada siguiente, gracias a su victoria a domicilio ante los Freseros del Irapuato. Empero, en la fecha 24 se dio el esperado duelo entre Chivas y Toluca en el estadio Jalisco: con una actuación soberbia de Lostanau y Epaminondas, los 'Diablos Rojos' vencieron por 0-2 e igualó con su contrincante la punta del torneo. Un par de jornadas más adelante, Toluca dio un paso decisivo para obtener el ardiente campeonato: un nuevo gol de Lostanau decretó la victoria del futuro campeón por 1-0 frente a los Jabatos de Nuevo León; de ahí en adelante, la punta no se les escapó y lograron coronarse con el triunfo final por 2-0 ante el Necaxa, totalizando dos unidades más que el segundo de la tabla, América.

### Últimos años
Después de convertirse en leyenda en el Toluca, para 1967 regresó a Rayados, club en el que jugó dos años más antes de partir al hoy desaparecido Club Laguna, los Algodoneros equipo en el que permanecería cuatro temporadas, destacando la 1972/1973 en la que fungió como jugador-entrenador en la liguilla por el no descenso, logrando el objetivo con un gol suyo en la goleada 3-0 ante Zacatepec, en partido de desempate. 
Finalmente, en 1974 pasó al también desaparecido Gallos de Jalisco, donde finalmente colgó los botines. Lostanau pasó los último años de su vida en la ciudad de Monterrey. Tenía una amistad cercana con el histórico mediocampista mexicano Tomás Boy, quien nombró a su hijo menor Claudio, en honor a Lostanau.

## Clubes
- Club Centro Deportivo Municipal 1956-1960
- Monterrey 1960-1965
- Toluca 1965-1967
- Monterrey 1967-1969
- Club Laguna 1969-1973
- Jalisco 1974-1975

## Director Técnico
En 1975 regresa a la ciudad de Monterrey pero ahora para entrenar al rival CF Tigres consiguiendo el título de Copa México de la temporada 1975-76, siendo el primero título oficial para un equipo de la ciudad, no obstante, sus resultados en liga no fueron los esperados por lo que finalmente fue removido del cargo. 
Para la mitad de la temporada 1977-78 se hace cargo del Atlas buscando evitar el descenso, objetivo que no consiguió. 
Regresó a los Tigres en 1980 y tuvo un desempeño destacado llegando incluso a disputar la final por el título de liga contra el Cruz Azul, misma que acabó perdiendo. 
Con el dolor del subcampeonato, Claudio decidió que la dirección técnica no era lo suyo y se retiró. 
Sin embargo, en 1997 regresó para finalmente dirigir al Club de Fútbol Monterrey, sin embargo, los resultados no fueron los esperados y fue cesado después de caer ante los Tecos de la UAG. por 3-0. 
Las imágenes de Claudio llorando por la frustración de la derrota serían las últimas de él en un banquillo. 
Claudio fue pieza clave en la historia de los dos equipos de la ciudad de Monterrey y se dio tiempo para cosechar éxitos con otras camisetas.

### Clubes como entrenador
- CF Tigres 1975-1977
- Atlas 1977-1979
- CF Tigres 1980-1981
- Rayados de Monterrey 1997

## Palmarés

### Como jugador
| Título                     | Equipo | País   | Año  |
| -------------------------- | ------ | ------ | ---- |
| Primera División de México | Toluca | México | 1966 |

### Como entrenador
| Título  | Equipo      | País   | Año       |
| ------- | ----------- | ------ | --------- |
| Copa MX | Tigres UANL | México | 1975-1976 |